# Глафкос Клірідіс
Глафкос Клірідіс (грец. Γλαύκος Κληρίδης; нар. 24 квітня 1919, Нікосія, Кіпр — пом. 15 листопада 2013, там само) — кіпрський політик, президент Кіпру з 23 липня до 7 грудня 1974 (тимчасовий) і з 28 лютого 1993 до 28 лютого 2003.

## Біографія
Син юриста і лівого політика Іоанніса Клірідіса. У період Другої світової війни служив льотчиком у Британській армії, в 1942 році потрапив у німецький полон, в якому перебував до кінця війни (1945 рік). Після війни вступив в ЕОКА. У 1959 році обійняв посаду міністра юстиції в перехідному уряді Кіпру. Після проголошення незалежності в 1960 році був обраний головою парламенту Кіпру. В 1961–1963 роках очолював також Червоний хрест Кіпру. Після спроби військового перевороту в 1974 році став за посадою виконуючим обов'язки президента Кіпру після повалення Нікоса Сампсона. Після відновлення на президентській посаді архієпископа Макаріоса продовжував керувати парламентом до 1976 року, коли він заснував праву партію Демократичне об'єднання і висувався від неї кандидатом у президенти країни в 1978, 1983, 1988, 1993, 1998 і 2003 роках.

## Президентство
На президентських виборах 1993 переміг у другому турі Георгіоса Васіліу, переобраний в 1998 році на другий термін, у 2003 році програв у першому ж турі Тассосу Пападопулосу, оскільки населення було незадоволене недостатнім зростанням економіки та підтасовуванням офіційної статистики в тому, що стосується економічного добробуту країни. Клірідіс агітував за вступ Кіпру до Європейського Союзу в 2004 році й підтримав непопулярний серед населення План Аннана з врегулювання кіпрської проблеми, який зрештою провалився на референдумі за негативної позиції нового президента.
Після другого президентського терміну перебував на спокої. Був авторитетним кіпрським політиком. Увечері 13 листопада 2013 він був госпіталізований у зв'язку з різким погіршенням стану здоров'я в столиці країни. Помер 15 листопада 2013. Був похований у столиці 19 листопада.